# Pontelongo
Pontelongo ist eine nordostitalienische Gemeinde (comune) mit 3662 Einwohnern (Stand 31. Dezember 2023) in der Provinz Padua in Venetien. Die Gemeinde liegt etwa 21 Kilometer südöstlich von Padua am Bacchiglione.

## Persönlichkeiten
- Loris Francesco Capovilla (1915–2016), Kardinal, früherer Erzbischof von Chieti und Prälat von Loreto

## Verkehr
Durch die Gemeinde führt die frühere Strada Statale 516 Piovese (die hier zur Regionalstraße heruntergestuft wurde). Der Bahnhof Pontelongos liegt an der Bahnstrecke von Adria nach Mestre.

## Gemeindepartnerschaft
Pontelongo pflegt seit 1974 auf der Basis freundschaftlicher Beziehungen der Einwohnerschaft eine Partnerschaft mit der baden-württembergischen Stadt Bietigheim-Bissingen (Deutschland).